# Thivencelle
Thivencelle és un municipi francès, situat a la regió dels Alts de França, al departament del Nord. L'any 2006 tenia 813 habitants. Limita a l'est amb Saint-Aybert, al sud-est amb Crespin, al sud-oest amb Quarouble i a l'oest amb Condé-sur-l'Escaut.

## Demografia
| 1962                                       | 1968  | 1975 | 1982 | 1990 | 1999 | 2006 |
| ------------------------------------------ | ----- | ---- | ---- | ---- | ---- | ---- |
| 939                                        | 1.116 | 961  | 818  | 824  | 839  | 813  |
| Des de 1962: població sense dobles comptes |       |      |      |      |      |      |

## Administració
| Període   | Identitat             | Partit |
| --------- | --------------------- | ------ |
| 2001-2008 | Irène Zbiciak-Csordas |        |
| 2008-2009 | Michel Marquilly      |        |
| 2009-     | José Dubrulle         |        |